# Daniel Riley
Pour les articles homonymes, voir Riley.
Daniel Riley (1916-1984) est un avocat et un homme politique canadien qui a été député et sénateur du Nouveau-Brunswick.

## Biographie
Daniel Riley naît le 11 mai 1916 à Charlottetown, dans l'Île-du-Prince-Édouard. Il suit des études de droit à l'Université du Nouveau-Brunswick où il obtient un Bachelor of Civil Law.
Avocat de profession, Riley se lance en politique en briguant le siège de la circonscription de Saint-Jean—Albert et est élu le 27 juin 1949 sous l'étiquette libérale face à Douglas King Hazen, le député sortant. Il perd en revanche les deux élections suivantes, en 1953 et 1957, face à Thomas Miller Bell. 
Il est par la suite nommé sénateur le 21 décembre 1973 sur avis de Pierre Elliott Trudeau et le reste jusqu'à sa mort, le 13 septembre 1984 à l'âge de 68 ans.